# Източен Девън
Община „Източен Девън“ (на английски: East Devon) е една от десетте административни единици в област (графство) Девън, регион Югозападна Англия.
Населението на общината към 2008 година е 132 700 жители разпределени в множество селища на площ от 814.40 квадратни километра. Главен град на общината е Сидмът.

## География
Община „Източен Девън“, както показва името ѝ, е разположена в най-източната част на област Девън по бреговата линия към „английския канал“ наричан още Ламанша. На североизток граничи с графство Дорсет.
Цялото крайбрежие на общината, от град Ексмът до границата с Дорсет е част от т.нар. „Jurassic Coast“ (Юрски бряг), който е под егидата на ЮНЕСКО в категорията природни обекти.
Градове на територията на общината:
| град             | на английски       | население |
| ---------------- | ------------------ | --------- |
| Сидмът           | Sidmouth           | 12 066    |
| Ексмът           | Exmouth            | 32 972    |
| Хонитън          | Honiton            | 10 857    |
| Отъри Сейнт Мери | Ottery St Mary     | 7692      |
| Сийтън           | Seaton             | 7111      |
| Аксминстър       | Axminster          | 5626      |
| Бъдли Солтъртън  | Budleigh Salterton | 4805      |

## Демография
Разпределение на населението по религиозна принадлежност към 2001 година:
| религия          | на английски        | брой жители |
| ---------------- | ------------------- | ----------- |
| Християни        | Christian           | 97 715      |
| Будисти          | Buddhist            | 229         |
| Хиндуисти        | Hindu               | 33          |
| Евреи            | Jewish              | 127         |
| Мюсюлмани        | Muslim              | 124         |
| Сикхи            | Sikh                | 17          |
| Други            | Other               | 463         |
| Атеисти          | No religion         | 17 441      |
| Запазена в тайна | Religion not stated | 9371        |